# Carol Bensimon
Carolina Bensimon Cabral, mais conhecida como Carol Bensimon (Porto Alegre, 22 de agosto de 1982), é uma escritora e tradutora brasileira. Atualmente reside em Mendocino, na Califórnia, Estados Unidos.

## Biografia

### Formação acadêmica
Ingressou no curso de Comunicação Social da Universidade Federal do Rio Grande do Sul (UFRGS) em 2000, que concluiu em 2005. Um ano após sua formação, decidiu se dedicar integralmente à literatura. Iniciou o mestrado em Escrita Criativa na PUCRS em 2007, defendendo no ano seguinte a dissertação A Personagem Ausente na Narrativa Literária, sob orientação de Luiz Antonio de Assis Brasil.

### Carreira literária
Publicou contos e ensaios nas revistas Piauí, Galileu, McSweeney’s, Superinteressante, Ficções, Ficção de Polpa e Bravo!, assim como no jornal Zero Hora, O Globo, Folha de S.Paulo e O Estado de S. Paulo.
Seu primeiro livro foi Pó de Parede (Não Editora, 2008), reunindo três novelas.
Em 2009, depois de receber uma bolsa de estímulo à criação literária da Funarte, escreveu Sinuca embaixo d'água, publicado pela Companhia das Letras. O livro foi um dos finalistas do Prêmio São Paulo de Literatura na categoria Autor Estreante e do Prêmio Jabuti de 2010 na categoria Romance. Também em 2009, foi um dos nomes escolhidos pela crítica literária Heloísa Teixeira para compor a antologia digital Enter.
Bensimon foi selecionada em 2012 como uma dos 20 melhores jovens escritores da revista britânica Granta, "que indica os nomes que irão construir o mapa da literatura brasileira". No Brasil a revista é publicada pelo selo Alfaguara, que pertence à editora Objetiva.
Em 2013, publicou o romance Todos nós adorávamos caubóis. O livro se alia à tradição da narrativa de estrada e possui uma temática queer.
Seu terceiro romance, O Clube dos Jardineiros de Fumaça, foi escrito durante e após uma temporada da autora no condado de Mendocino, na Califórnia, Estados Unidos. O livro tem como pano de fundo o cultivo ilegal de cannabis na região (a história se passa alguns meses antes da votação popular que decidiu pela legalização da cannabis no estado da Califórnia, em novembro de 2017). Atravessado por conflitos geracionais, o romance de Bensimon reflete sobre a guerra às drogas, a busca por estilos de vida alternativos, e observa como elementos que nascem na contracultura acabam incorporados ao mainstream.
Em setembro de 2018, O Clube dos Jardineiros de Fumaça foi anunciado como finalista do Prêmio São Paulo de Literatura, na categoria "Melhor Livro de Romance do Ano". Em novembro do mesmo ano, o livro ganhou o Prêmio Jabuti na categoria Romance.

### Vida pessoal
Carol Bensimon disse que na infância queria ser detetive, e "sempre foi fascinada por histórias". Começou a escrever no computador nos anos 1990, usando um editor de textos adaptado para crianças, mas só em 2008, quando foi publicado seu primeiro livro de contos, Pó de parede, que ela percebeu que era possível viver de literatura.
A família da escritora por parte de mãe, os Sevi Bensimon, foram expulsos do Egito em 1957 por serem judeus (sefarditas) e vieram para o Brasil de navio, com uma perspectiva de futuro incerta. Carol Bensimon diz que gostaria um dia de voltar ao país de seus antepassados para "solucionar a questão", o que denota que o desejo de investigar ainda está latente dela.
Filha única de médicos, a escritora viajou com os pais para a Europa no início da década de 1990, tendo conhecido o interior da França, Inglaterra e Itália. Diz que as ruínas, lugares abandonados e construções antigas que povoam suas obras, provém desse contato na infância com a arquitetura do Velho Mundo.
Aluna do Colégio João XXIII em Porto Alegre, em seu último ano na instituição foi sorteada por uma agência de publicidade, para ocupar uma vaga de estágio (na verdade, uma oportunidade para conhecer os diversos departamentos da empresa). Isso acabou direcionando a sua vida profissional dali em diante.
Carol Bensimon comenta que desde a adolescência, sentia uma atração maior por meninas do que por meninos, mas que nunca foi "muito militante". Diz sempre ter se considerado bissexual, embora tenha tido mais relacionamentos com mulheres do que com homens ao longo da vida. Está legalmente casada com a tradutora Melissa Fornari, a quem conheceu por intermédio de seu ex-marido, Diego Grando. Os três ainda mantém uma relação de amizade.
Carol Bensimon e esposa vivem em Mendocino, uma cidade pequena de cerca de mil habitantes, mas que possui um perfil progressista. O visto de residência nos Estados Unidos foi concedido a Carol por suas "habilidades extraordinárias". Sobre o futuro, a escritora declara:
| “ | Sinto ter encontrado meu lugar, mas não significa que vou morar para sempre aqui. Quando estava em Paris, jamais imaginei morar numa cabana no meio do mato, então não sei o que futuro vai reservar. | ” |

## Obras
- Pó de parede (Não editora, 2008);
- Sinuca embaixo d'água (Companhia das Letras, 2009);
- Todos nós adorávamos caubóis (Companhia das Letras, 2013);
- Uma estranha na cidade (Dublinense, 2015);
- O Clube dos Jardineiros de Fumaça (Companhia das Letras, 2017);
- Diorama (Companhia das Letras, 2022);

### Obras publicadas no exterior
- Polvo de pared (Dakota Editora, 2013) - Edição argentina de Pó de parede;[19]
- Todos adorábamos a los cowboys (Continta Me Tienes, 2015) - Edição espanhola de Todos nós adorávamos caubóis;[20]
- Un billar bajo el agua (Continta Me Tienes, 2016) - Edição espanhola de Sinuca embaixo d'água (Companhia das Letras, 2009);[21]
- We all loved cowboys (Transit Books, a ser lançada em novembro de 2018) - Edição norte-americana de Todos nós adorávamos caubóis;